# Marco Urban
Marco Urban (* 1970 in Hamburg) ist ein deutscher Fotojournalist sowie Vorsitzender des Berufsverbandes für Fotojournalistinnen und -journalisten FREELENS e.V.

## Beruflicher Werdegang und Verbandsfunktion
Marco Urban ist seit Mitte der 1990er Jahre hauptberuflicher Fotojournalist. Er arbeitete zunächst in Hamburg und Bonn sowie seit 1999 in Berlin. Er war vor allem für Der Spiegel und die Financial Times Deutschland tätig und arbeitet nun überwiegend für Verbände, Firmen und Institutionen. Außerdem ist er seit 2009 Vertragsfotograf für den Deutschen Bundestag.
Seit 1999 ist Marco Urban einer der Sprecher der Freien Fotojournalistinnen und -journalisten in der Bundespressekonferenz. Der Vorstand des FREELENS e.V. (Eigenschreibweise) hat am 14. April 2023 Marco Urban zum Vorsitzenden des Vorstandes gewählt. Als einen Arbeitsschwerpunkt setzte er dort die Folgen von Künstlicher Intelligenz und maschinellem Lernen für die Fotografie, den Fotojournalismus und die Gesellschaft und befasst sich u. a. mit dem Urheberrecht für die Fotografie. Marco Urban wirkte mit am Fotobuch „Call it Corona“, welches fotografisch darstellt, wie die Corona-Pandemie den Alltag in Deutschland geprägt hatte; erschienen in der Edition Bildperlen am 12. Oktober 2023.